# Музей історії бджільництва Середньої Наддніпрянщини

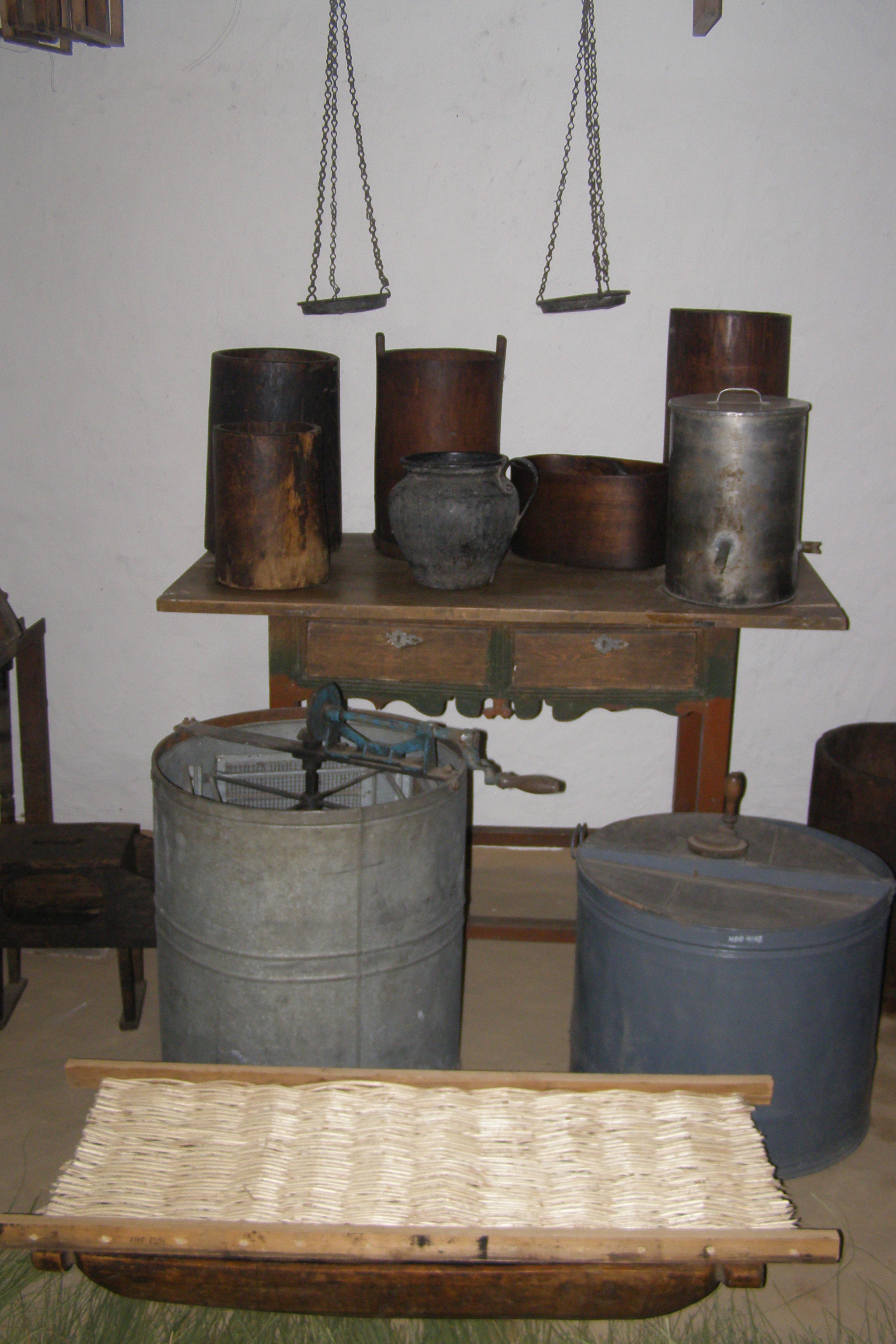
Знаряддя і пристрої для добування меду

Музей історії бджільництва Середньої Наддніпрянщини — тематичний краєзнавчий музей на території Музею народної архітектури та побуту Середньої Наддніпрянщини. Складова частина Національного історико-етнографічного заповідника «Переяслав» в Переяславі, Україна. Заснований 1982 року.

## Концепція музею
Житлово-господарський комплекс музею відтворює побут і умови праці пасічника на Наддніпрянщині в давнину. Експозиція відображає періоди розвитку бджільництва в Україні від найдавніших часів до сьогодення: дикий — хаотичний, бортницький–пасічницький, та раціональний–рамково–вуликовий.

## Експозиція
В експозиції музею-садиби хата, комора, омшаник — зимівник для бджіл, вулики-дуплянки. При вході — скульптура покровителя бджільництва святого Зосими.
Житлово-господарський комплекс відтворює трудову діяльність та побут пасічника кінця XIX — початку XX століття та висвітлює історію бджільництва з найдавніших часів до сьогодення. Періоди розвитку бджільництва представлені вуликами різних типів, інструментами та знаряддями догляду за бджолами, пристроями для добування меду і переробки воску.

### Хата пасічника
Основа експозиції — хата кінця XIX століття із села Помоклі, яка належала пасічнику Хвостику Ф. К., передана його синами, для створення музею. Збудована в шули: хата, сіни, хатина і прихатня комора. Інтер'єр хати традиційний, святковий. У сінях — великий вулик-дуплянка; наставний ушиб з п'яти секцій, за допомогою якої підіймали дуплянки на дерева. У хаті на полицях література з бджільництва, на скрині — журнали «Бджільництво». На покуті — ікони святих Зосима і Саватія — християнських покровителів бджільництва. У вітринах експонується посуд періоду Київської Русі для зберігання меду, демонструється виготовлення штучної борті та дуплянки. У центрі хати — дуплянка на дві бджолині сім'ї, яку підвішували на висоту 8-10 метрів за допомогою спеціального колеса.
Тут є і портрет господаря — Ф. К. Хвостика, простого колгоспного спадкового пасічника із села Помоклі Переяслав-Хмельницького району. Світлини його та його сім'ї теж передали до музею сини пасічника. Тут також виставлено оригінальне свідоцтво Марії Яковенко, що вона завершила курси пасічників 1916 року у Переяславі. Також в експозиції є дві медогонки XIX століття, інструменти для догляду за бджолами, побутові речі бджоляра тощо.
Хата пасічника — об'єкт культурної спадщини внесений до Державного реєстру нерухомих пам'яток України.
Окремий розділ музею присвячений українському вченому Петру Івановичу Прокоповичу, основоположнику раціонального рамкового бджільництва.

### Двір
У дворі — комора для зберігання меду, рамок, вуликів і омшаник — зимівник для бджіл, вулики-дупляки середини XIX століття.
Комора кінця XIX століття перенесена із села Карань, передмістя Переяслава-Хмельницького — пам'ятка культурної спадщини. В прихатній коморі розміщено столярний верстат із різними столярними інструментами, дві медогонки кінця XIX століття, настінні ваги, гирі.
Покритий двоскатним солом'яним дахом, омшаник — погріб, для зимування пасіки, відтворений працівниками музею.

## Галерея

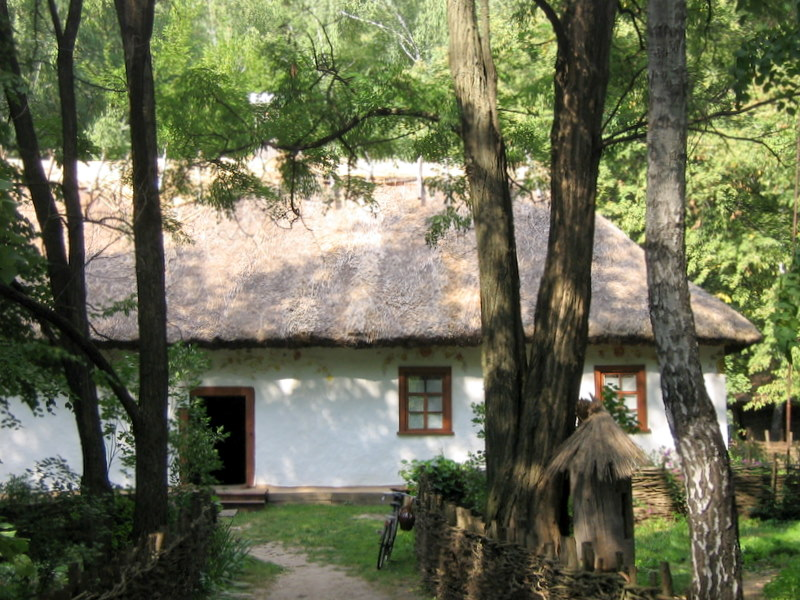
Хата пасічника
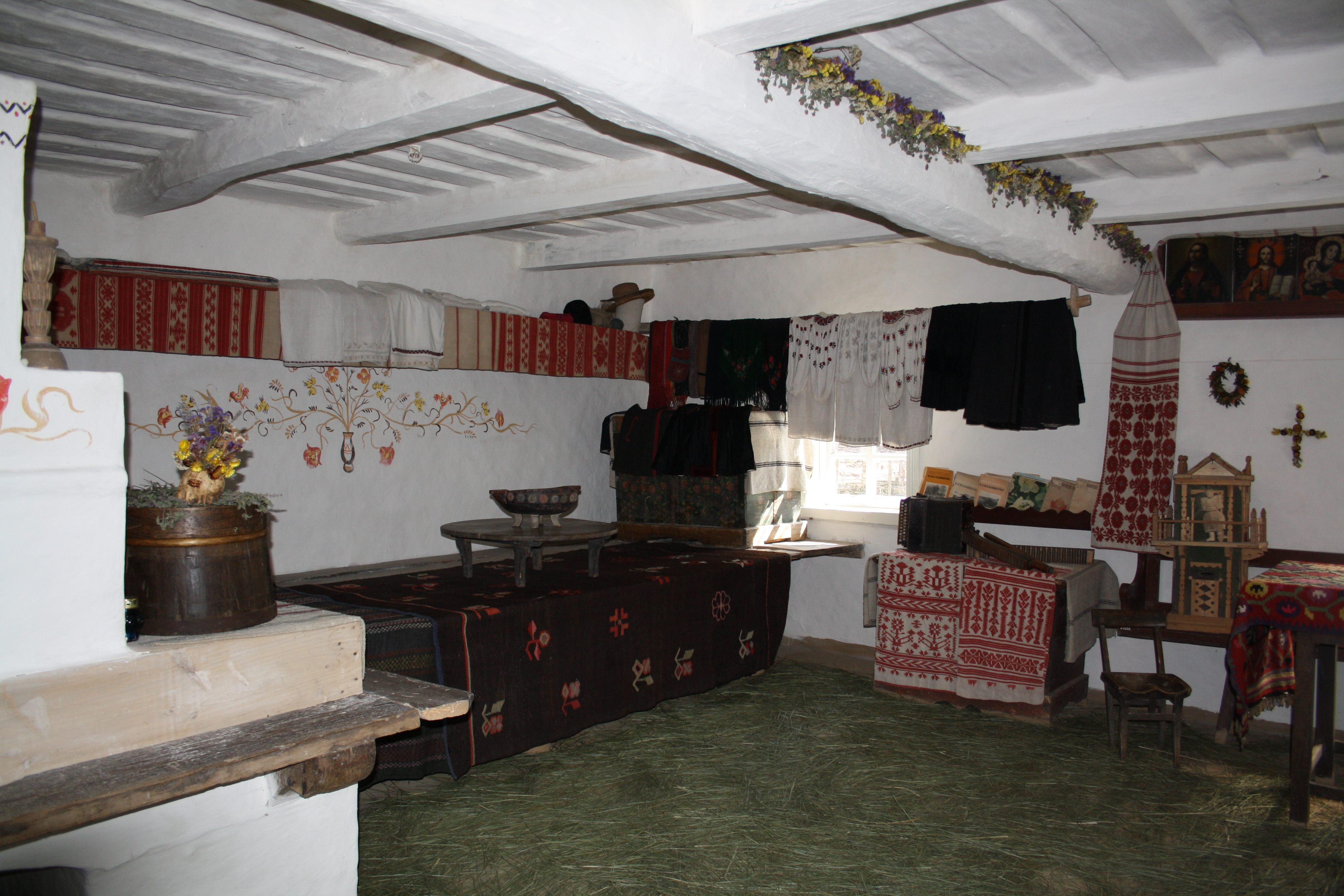
Інтер’єр хати пасічника
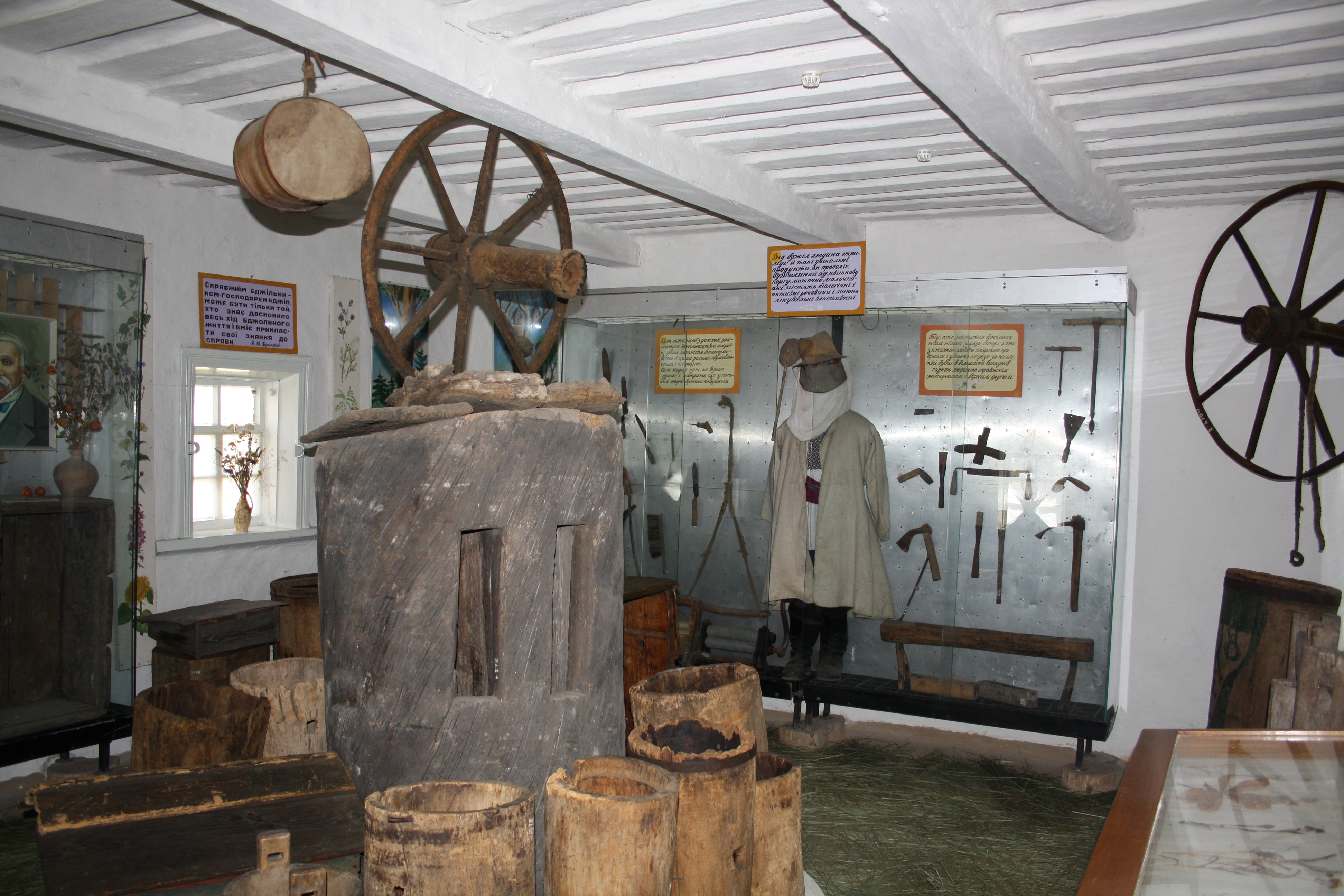
Інтер'єр — внутрішня експозиція
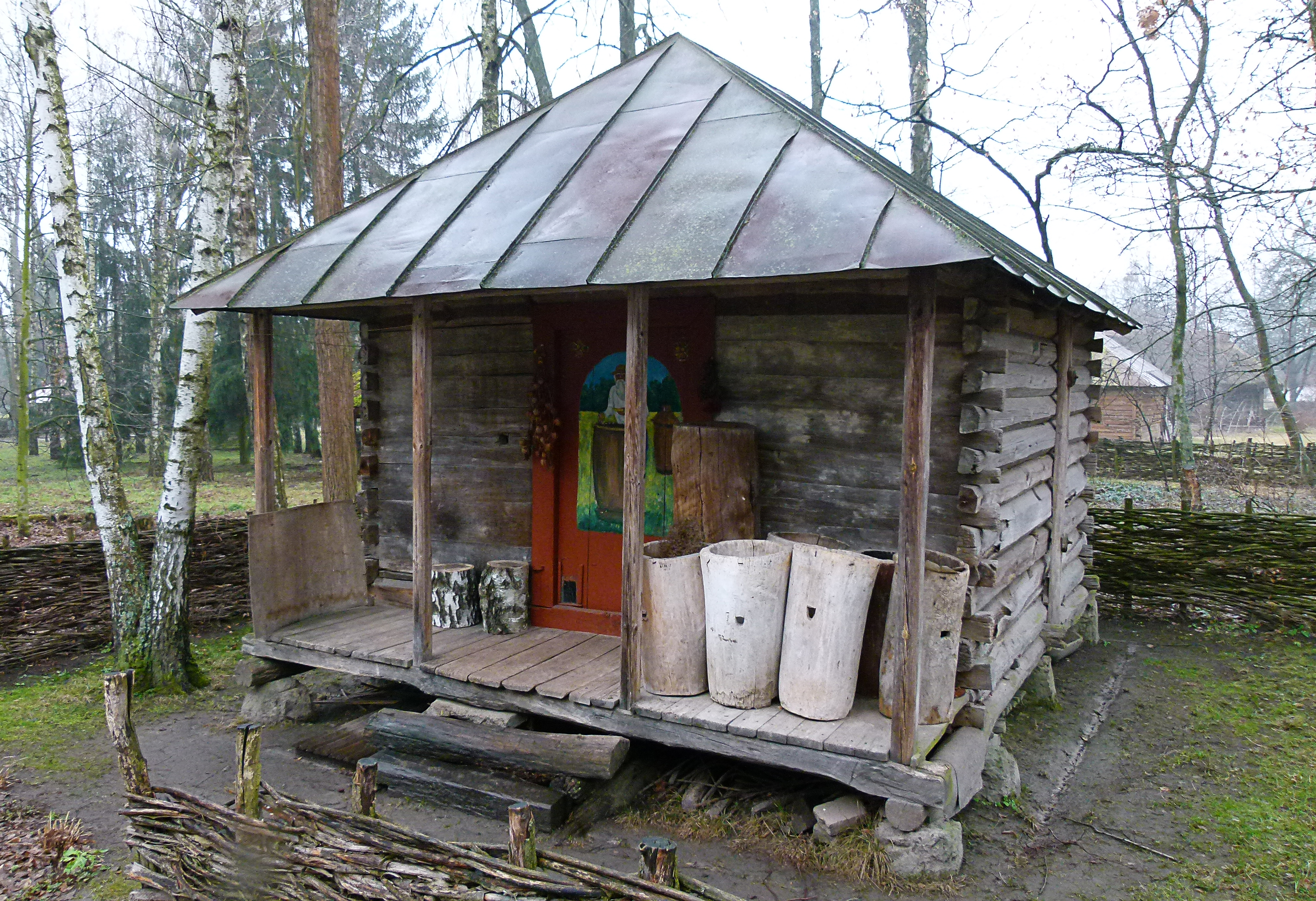
Комора пасічника
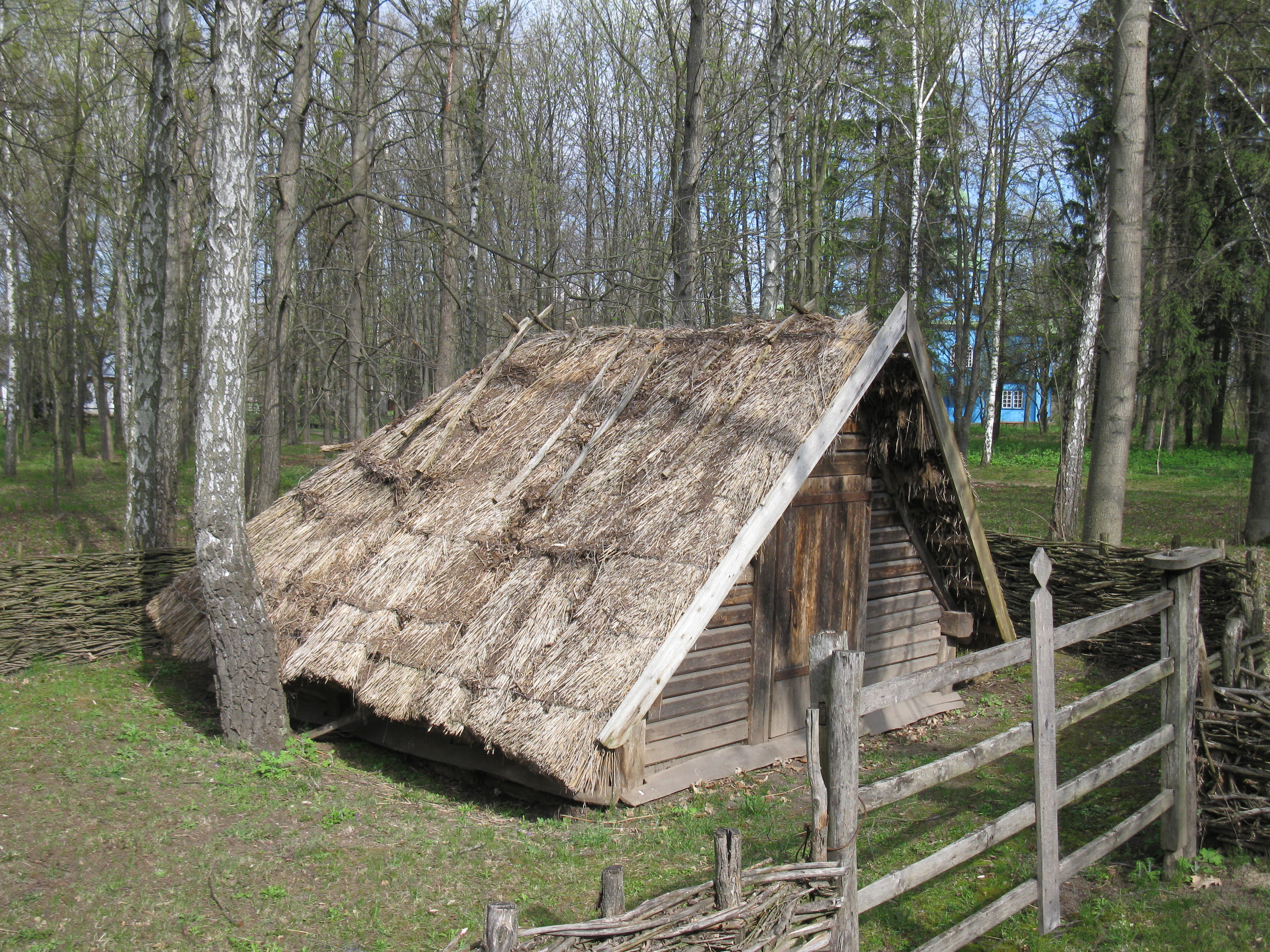
Омшаник — зимівник для бджіл